# Metromierz
Metromierz - przyrząd montowany w samochodach rajdowych służący pilotowi do nawigacji. Potocznie nazywany "halda". Główną funkcją metromierza jest pomiar przejechanej odległości, ale z reguły do tych urządzeń dodawane są inne funkcje, takie jak: pomiar czasu, pomiar prędkości chwilowej, pomiar prędkości średniej i inne parametry potrzebne pilotowi i kierowcy. W rajdach samochodowych trasa z reguły opisywana jest przez itinerer, z tego powodu jest to niezbędne wyposażenie samochodu rajdowego.